# محمود ياوري
محمود ياوري (11 أكتوبر 1939 - 10 نوفمبر 2020)، هو مدرب ولاعب كرة قدم إيراني. شغل منصب المدير الفني للمنتخب الإيراني لكرة القدم لفترة قصيرة عام 1984. كان قد درب العديد من الفرق مثل نادي ذوب آهن أصفهان، ونادي سباهان أصفهان، ونادي شاهين بوشهر، ونادي تراكتور سازي، ونادي باس طهران، ونادي باس همدان، نادي راه آهن، نادي فجر شهيد سباسي. كان أحد أقدم المدربين وأكثرهم خبرة في تاريخ كرة القدم الإيرانية 